# Matching numbers
Matching numbers oder Number matching ist ein Begriff, der von Autosammlern häufig verwendet wird, um Autos mit ursprünglichen Hauptkomponenten oder Hauptkomponenten, die miteinander übereinstimmen, zu beschreiben.
Oft enthalten diese Hauptkomponenten Datumsangaben, Gussnummern, Gießuhren, Modellnummern, Teilenummern, gestempelte Nummern oder Codes, die mit der Fahrzeugidentifikationsnummer (FIN) im damaligen Neufahrzeug übereinstimmen können.

## Definition
Der Begriff "Nummernübereinstimmung" (oder "übereinstimmende Nummern") wird in der Oldtimerszene oder Autosammlerbranche verwendet, um die Echtheit von Autos in Sammler- oder Investitionsqualität zu beschreiben. Nummernübereinstimmung bedeutet im Allgemeinen, dass ein bestimmtes Auto noch seine ursprünglichen Hauptkomponenten enthält oder Hauptkomponenten hat, die genau mit den Hauptkomponenten übereinstimmen, die das Auto hatte, als es neu war. Über diese "Hauptkomponenten" besteht nicht immer Einigkeit. Das Erscheinungsbild eines Autos mit übereinstimmenden Nummern ist wahrscheinlich nicht von einem Originalfahrzeug zu unterscheiden.

## Hauptkomponenten
Dies sind Teile wie Motor, Getriebe, Hinterachsbaugruppe und Rahmen des Fahrzeugs, wobei manchmal auch Ansaugkrümmer, Auspuffkrümmer, Karosserieteile und Vergaser in Betracht gezogen werden.  Oft enthalten diese Komponenten Datumsangaben, Gussnummern, Modellnummern, Fahrgestellnummer, gestempelte Nummern oder Codes, die mit den Originalkomponenten übereinstimmen können, die sich im Neufahrzeug befanden. Ein Bauteil wird als original bezeichnet, wenn es nachweislich seit der Werksauslieferung nicht verändert wurde. Die Definition kann häufig von Hersteller zu Hersteller sowie von Land zu Land variieren. Oft sind Teile wie Getriebe und Hinterachsen für eine Reihe von Modellen gleich und tragen als solche keine geprägte Verbindung zu dem Auto, in die sie ursprünglich eingebaut wurden. Es ist jedoch allgemein anerkannt, dass die Mindestanforderung für eine Matching number (oder abhängig von der lokalen Terminologie Number matching) darin besteht, dass die ursprüngliche Fahrgestellnummer und / oder Fahrzeugidentifikationsnummer (FIN) mit dem Motorblock und den Daten-Tags übereinstimmen.

## Nebenkomponenten
Dies sind Teile, die üblicherweise aufgrund regelmäßiger Abnutzung ausgetauscht werden. Teile wie der Innenstoff, die Farbe, die Chromverkleidung, die Bremsen, die Instrumente, die elektrischen Komponenten und die Verkabelung gelten als Nebenkomponenten und haben im Allgemeinen keinen Einfluss auf den Wert des Fahrzeugs.

## Verifizierung
Die Nummern oder Gussdaten der Hauptkomponenten eines Autos sollten vorhanden sein und in einer bestimmten Reihenfolge liegen. Zum Beispiel würde das Montagedatum eines Motors vor dem Baudatum des Autos liegen, und die Gussdaten würden vor dem Montagedatum des Motors liegen, da ein Montagedatum des Motors (das Datum, an dem der Motor montiert wurde, normalerweise an einem anderen Ort) nicht nach dem Montagetermin des ganzen Autos sein kann. Die Motoren werden vor dem Einbau in das Fahrzeug im Werk zusammengebaut. Daher müsste das Montagedatum des Fahrzeugs nach dem Montagedatum des Motors liegen. Gussdaten (die im Metall eines Bauteils in der Gießerei gebildeten Daten) konnten nicht nach dem Montagedatum des Motors liegen. Die Gießtermine liegen weit vor dem Montagetermin des Motors. Zahlen und Daten geben einen genauen Überblick darüber, wie ein Auto gebaut wurde und wann und wo das Auto und die zur Herstellung des Autos verwendeten Teile hergestellt wurden. 
Wenn ein Auto Nummern hat, die mit den Hauptkomponenten übereinstimmen, hilft es zu definieren, wie sammelbar ein Auto ist. Autos mit Nummernübereinstimmung haben normalerweise einen viel höheren Wert als Autos ohne Nummernübereinstimmung, da sie viel seltener sind als Autos ohne Nummernübereinstimmung und als genauere Beschreibung der Bauweise des Autos angesehen werden. Allerdings werden aufgrund des Umstandes, dass bei einem Fahrzeug mit Nummernübereinstimmung teils ein erheblicher Preisaufschlag erzielbar ist, Identifizierungsnummern gefälscht.